# Saison 2015 de l'équipe cycliste Axeon
La saison 2015 de l'équipe cycliste Axeon est la septième de cette équipe.

## Préparation de la saison 2015

### Arrivées et départs
| Arrivées         | Équipe 2014                  |
| ---------------- | ---------------------------- |
| William Barta    |                              |
| Ruben Guerreiro  | Liberty Seguros-Feira-KTM    |
| Philip O'Donnell |                              |
| Justin Oien      | California Giant-Specialized |

| Départs              | Équipe 2015       |
| -------------------- | ----------------- |
| Nicolai Brøchner     | Riwal Platform    |
| Clément Chevrier     | IAM               |
| Alex Darville        | Airgas-Safeway    |
| Ryan Eastman         |                   |
| Tanner Putt          | UnitedHealthcare  |
| Nathan Van Hooydonck | BMC Development   |
| Ruben Zepuntke       | Cannondale-Garmin |

## Coureurs et encadrement technique

### Effectif
| Cycliste           | Date de naissance | Nationalité      | Équipe 2014                  |  |
| ------------------ | ----------------- | ---------------- | ---------------------------- |  |
| William Barta      | 4 janvier 1996    | États-Unis       | Boise Young Rider Dev Squad  |  |
| Geoffrey Curran    | 20 octobre 1995   | États-Unis       | Bissel Development           |  |
| Gregory Daniel     | 8 novembre 1994   | États-Unis       | Bissel Development           |  |
| Daniel Eaton       | 4 juillet 1993    | États-Unis       | Bissel Development           |  |
| Tao Geoghegan Hart | 30 mars 1995      | Royaume-Uni      | Bissel Development           |  |
| Ruben Guerreiro    | 6 juillet 1994    | Portugal         | Liberty Seguros-Feira-KTM    |  |
| Philip O'Donnell   | 18 mai 1996       | États-Unis       | Hot Tubes Development        |  |
| Justin Oien        | 5 mai 1995        | États-Unis       | California Giant-Specialized |  |
| James Oram         | 17 juin 1993      | Nouvelle-Zélande | Bissel Development           |  |
| Logan Owen         | 25 mars 1995      | États-Unis       | Bissel Development           |  |
| Christopher Putt   | 7 novembre 1993   | États-Unis       | Bissel Development           |  |
| Keegan Swirbul     | 2 septembre 1995  | États-Unis       | Bissel Development           |  |
| Chad Young         | 8 juin 1995       | États-Unis       | CCB Racing                   |  |

## Bilan de la saison

### Victoires
| Date       | Course                                                      | Pays             | Classe | Vainqueur       |
| ---------- | ----------------------------------------------------------- | ---------------- | ------ | --------------- |
| 08/01/2015 | Championnat de Nouvelle-Zélande du contre-la-montre espoirs | Nouvelle-Zélande | CN     | James Oram      |
| 22/03/2015 | 2e étape du Grand Prix Liberty Seguros                      | Portugal         | 2.2    | Ruben Guerreiro |
| 22/03/2015 | Classement général du Grand Prix Liberty Seguros            | Portugal         | 2.2    | Ruben Guerreiro |
| 25/03/2015 | 1re étape du Tour de l'Alentejo                             | Portugal         | 2.2    | James Oram      |
| 25/06/2015 | Championnat des États-Unis sur route espoirs                | États-Unis       | CN     | Keegan Swirbul  |
| 26/06/2015 | Championnat des États-Unis du contre-la-montre espoirs      | États-Unis       | CN     | Daniel Eaton    |
| 05/08/2015 | 3e étape du Tour de l'Utah                                  | États-Unis       | 2.HC   | Logan Owen      |

### Classements UCI

#### UCI America Tour
L'équipe Axeon termine à la 16e place de l'America Tour avec 109 points. Ce total est obtenu par l'addition des points des huit meilleurs coureurs de l'équipe au classement individuel, cependant seuls six coureurs sont classés,.
| Rang | Coureur            | Points |
| ---- | ------------------ | ------ |
| 86   | Logan Owen         | 37     |
| 99   | Tao Geoghegan Hart | 32     |
| 162  | James Oram         | 18     |
| 315  | Ruben Guerreiro    | 8      |
| 336  | Gregory Daniel     | 7      |
| 336  | Daniel Eaton       | 7      |

#### UCI Oceania Tour
L'équipe Axeon termine à la 4e place de l'Oceania Tour avec 46 points. Ce total est obtenu par l'addition des points des huit meilleurs coureurs de l'équipe au classement individuel, cependant seul un coureur est classé,.
| Rang | Coureur    | Points |
| ---- | ---------- | ------ |
| 7    | James Oram | 46     |